# Leptopezella masneri
Leptopezella masneri är en tvåvingeart som beskrevs av Sinclair och Meg S. Cumming 2007. Leptopezella masneri ingår i släktet Leptopezella och familjen puckeldansflugor.
Artens utbredningsområde är Bolivia. Inga underarter finns listade i Catalogue of Life.